# Carmen Dragon
Carmen Dragon est un compositeur et acteur américain né le 28 juillet 1914 à Antioch, Californie (États-Unis), décédé le 28 mars 1984.

## Discographie
Gypsy, Hollywood Bowl Symphony Orchestra, Capitol P8342

## Filmographie

### comme compositeur
- 1941 : Texas, de George Marshall
- 1944 : La Reine de Broadway (Cover girl) de Charles Vidor
- 1944 : Monsieur Winkle s'en va-t-en guerre (Mr. Winkle Goes to War) d'Alfred E. Green
- 1946 : L'Esclave du souvenir (Young Widow) d'Edwin L. Marin
- 1946 : Le Démon de la chair (The Strange Woman) d'Edgar Georg Ulmer
- 1947 : Out of the Blue de Leigh Jason
- 1947 : La Femme déshonorée (Dishonored Lady) de Robert Stevenson
- 1948 : Le Bar aux illusions (The Time of Your Life), de H. C. Potter
- 1950 : Le Fauve en liberté (Kiss Tomorrow Goodbye) de Gordon Douglas
- 1951 : Night into Morning (en) de Fletcher Markle
- 1951 : L'Amant de Lady Loverly (The Law and the Lady) d'Edwin H. Knopf
- 1951 : Le peuple accuse O'Hara (The People Against O'Hara)
- 1952 : Aventure à Rome (When in Rome) de Clarence Brown
- 1955 : Le Doigt sur la gâchette (At Gunpoint) d'Alfred L. Werker
- 1956 : L'Invasion des profanateurs de sépultures (Invasion of the Body Snatchers) de Don Siegel
- 1961 : Le Jeune Docteur Kildare ("Dr Kildare") (série TV)

### comme acteur
- 1979 : Ne tirez pas sur le dentiste (The In-Laws) : Carmen Dragon